# Кременага
Кременага (итал. Cremenaga) је насеље у Италији у округу Варезе, региону Ломбардија.
Према процени из 2011. у насељу је живело 768 становника. Насеље се налази на надморској висини од 257 м.

## Становништво
| 1936. | 1951. | 1961. | 1971. | 1981. | 1991. | 2001. | 2011. |
| ----- | ----- | ----- | ----- | ----- | ----- | ----- | ----- |
| 358   | 369   | 455   | 626   | 677   | 800   | 779   | 768   |